# Volta ao País Basco de 2020
A 60.ª edição da Volta ao País Basco (oficialmente: Itzulia Basque Country) era uma carreira de ciclismo de estrada por etapas que celebrar-se-ia entre 6 e 11 de abril de 2020 com início na cidade de Eibar e final na cidade de Bilbao na Espanha. No entanto, devido à Pandemia de COVID-19, onde a Espanha tem confirmado mais de 3.000 casos da doença em seu território, a carreira foi adiada.
A carreira faria parte do UCI WorldTour de 2020, calendário ciclístico de máximo nível mundial, onde era a décimo sexta carreira de dito circuito.
Etapas
| Etapa | Data    | Percurso                     | type                      | Distância (km) | Vencedor | Líder geral |
| ----- | ------- | ---------------------------- | ------------------------- | -------------- | -------- | ----------- |
| 1     | 6 abr.  | Eibar – Arrate               |                           | 160            |          |             |
| 2     | 7 abr.  | Amurrio – Laudio             |                           | 162,8          |          |             |
| 3     | 8 abr.  | Vitoria-Gasteiz – Ibardin    |                           | 198,5          |          |             |
| 4     | 9 abr.  | Vera de Bidasoa – Errenteria |                           | 176            |          |             |
| 5     | 10 abr. | Errenteria – Sestao          |                           | 180            |          |             |
| 6     | 11 abr. | Bilbau – Bilbau              | contrarrelógio individual | 21             |          |             |